# Frances Hardcastle
Pour les articles homonymes, voir Hardcastle.
Frances Hardcastle (13 août 1866 – 26 décembre 1941) est une mathématicienne et suffragiste britannique. Elle est l'une des membres fondateurs, en 1894, de l'American Mathematical Society. Ses travaux mathématiques a principalement eu trait à la théorie de Brill-Noether.

## Biographie
Frances Hardcastle est l'aînée des huit enfants d'Henry Hardcastle (1840–1922) et de Marie-Sophie Herschel. Son père est avocat à la cour, et son grand-père est l'astronome, mathématicien et chimiste John Herschel (1792-1871). Son frère Joseph Alfred Hardcastle (de) (1868-1917) est astronome.
Née et éduquée en Angleterre, elle a été membre du Girton College, à Cambridge, de 1888 à 1892, où elle passe le Tripos,. Elle part aux États-Unis en 1892 pour étudier au Bryn Mawr College, où elle participe au groupe de travail de Charlotte Scott. Elle a été présidente du Graduate Club, bien qu'elle n'ait pas pu obtenir de diplôme et retourne au Royaume-Uni en 1901. Elle a obtenu son diplôme de BA à l'Université de Londres en 1903. Elle traduit depuis l'allemand l'ouvrage de Felix Klein, On Riemann's theory of algebraic functions and their integrals. En 1905 elle reçoit un Master of Arts du Trinity College de Dublin,.
Hardcastle a été l'une des 156 femmes britanniques à avoir publiquement soutenu les objectifs du Congrès international des femmes, qui s'est tenu à La Haye en avril 1915. Ces objectifs ont été : « 1. À la demande que les différends internationaux doivent à l'avenir devront à l'avenir être réglé par d'autres moyens que la guerre" et "2. De prétendre que les femmes ont une voix dans les affaires des nations. ». Elle a également fait partie de la délégation britannique au deuxième Congrès international des femmes à Zurich en mai 1919.
De 1905 à 1915, elle a été secrétaire de la Cambridge Women's Suffrage Association. Jusqu'en 1909, elle a été secrétaire honoraire de la National Union of Women's Suffrage Societies (NUWSS). Elle a néanmoins pris ses distances avec les méthodes militantes du mouvement, propagées par Emmeline Pankhurst et Christabel Pankhurst. Par la suite, elle a été sécrétaire de la North-Eastern Federation of the NUWSS pendant de nombreuses années.
Hardcastle a été la compagne de vie de Dr Ethel Williams, une juge de paix, féministe et réformatrice sociale.
Une fois à la retraite, Hardcastle a vécu à Stocksfield, Northumberland avec Ethel Williams. Elle est morte lors d'une visite à Cambridge, où elle a été enterrée dans le cimetière du Girton College.

## Publications notables
- Observations on the Modern Theory of Point-Groups (c. 1897) American Mathematical Society Bulletin (4)(8) 390–402[3]
- Theorem Concerning the Special Systems of Point-Groups on a Particular type of Base-Curve (1898) Proceedings of the London Mathematical Society (29), 132–140[3].
- Present State of the Theory of Point Groups (1902) British Association Report 1900[3]
- Felix Klein, Frances Hardcastle (tra.) : On Riemann's theory of algebraic functions and their integrals. Macmillan and Bowes, 1893.